# Nanuya Levu Island
Nanuya Levu Island (engelska: Turtle Island) är en ö i Fiji.   Den ligger i divisionen Västra divisionen, i den nordvästra delen av landet, 170 km nordväst om huvudstaden Suva. Arean är 2,9 kvadratkilometer.
Terrängen på Nanuya Levu Island är platt. Öns högsta punkt är 71 meter över havet. Den sträcker sig 3,6 kilometer i nord-sydlig riktning, och 1,6 kilometer i öst-västlig riktning.